# Idiataphe
Die Gattung Idiataphe ist eine aus vier Arten bestehende Libellengattung der Unterfamilie Pantalinae. Eingerichtet wurde die Gattung 1934 durch Cowley. Das Verbreitungsgebiet erstreckt sich über die Küsten entlang des Golfs von Mexiko und über die Westindischen Inseln bis in das südöstliche Brasilien.

## Merkmale
Die mittelgroßen Idiataphe-Arten werden zwischen 34 und 42 Millimeter lang. Die Farbe des Abdomens ist schwarz mit gelblichen oder orangen Streifen auf den Seiten. Die Flügel sind durchsichtig, weisen aber oft an der Basis einen kleinen orangen Fleck auf. Die letzte Antenodalader im Vorderflügel ist unvollständig, reicht also nur bis zur Subcosta. Der Teil des Thorax an dem die Flügel ansetzen, der sogenannte Pterothorax, ist bräunlich. Bei einigen Arten weist er darüber hinaus einen leichten metallischen grünlichen oder bläulichen Schimmer auf. Die Farbe des Gesichts der Libellen reicht von metallischem Blau bis zu einem orangen Braun.

## Lebensweise
Während sich die Weibchen, außer zur Fortpflanzung, dem Wasser nicht nähern, fliegen die Männchen über Marschen und kleinere Gewässer. Die Männchen setzen sich dabei immer wieder auf Grashalme. Die Eiablage nehmen die Weibchen im Tandem oder alleine vor.

## Systematik
In der Gattung werden vier Arten zusammengefasst. Dabei ist der Artstatus von Idiataphe cubensis umstritten. Die vier Arten sind:
- Idiataphe amazonica
- Idiataphe batesi
- Idiataphe cubensis
- Idiataphe longipes

## Gattungsgeschichte
Das Taxon wurde 1889 durch Kirby erstmals unter dem Namen Ephidatia, anhand der 1861 von Hermann August Hagen unter dem Namen Erythemis longipenis beschriebenen Art, eingerichtet. Der von Kirby gewählte Gattungsname ist jedoch präokkupiert und damit ungültig. Er stellt ein jüngeres Homonym von Ephydatia, einer bereits 1816 von Jean Vincent Félix Lamouroux beschriebenen Schwammgattung dar. Daher wurde der neue Name Idiataphe für die Gattung durch Cowley eingeführt.